# یواس‌اس ایگل (۱۷۹۸)
یواس‌اس ایگل (۱۷۹۸) (به انگلیسی: USS Eagle (1798)) یک کشتی بود که طول آن ۵۸ فوت (۱۸ متر) بود. این کشتی در سال ۱۷۹۸ ساخته شد.